# 瀋陽東進足球倶楽部
瀋陽東進足球倶楽部（しんようとうしん-そっきゅうくらぶ、簡体字中国語: 沈阳东进足球俱乐部）は、中華人民共和国の遼寧省瀋陽市を本拠地とするサッカークラブである。中国サッカー・乙級リーグ（中国乙級聯賽、国内リーグ3部に相当）に所属する。

## 歴史

### 済寧九巨龍（1999年-2004年）
1999年、山東省済寧市にて済寧九巨龍足球倶楽部（济宁九巨龙足球俱乐部）として創設される。済寧九巨龍は2000年から2004年まで乙級リーグに所属した。

### 寧波中豹（2005年-2006年）
2005年、浙江省寧波市慈渓市を拠点とする電化製品会社の鑫吉電器有限公司が済寧九巨龍を買収、寧波慈渓中豹足球倶楽部（宁波慈溪中豹足球俱乐部、略称：寧波中豹〈宁波中豹〉）と名称が変更になる。

### 瀋陽東進（2008年-現在）
2008年、瀋陽金徳（現在の広州富力）の長沙市への移転に伴い、瀋陽市は新たなサッカークラブを設立することを決意。年の初めに瀋陽東進集団社長の王進基と瀋陽市体育局が共同で瀋陽東進足球倶楽部を設立する。しかし、既に2008年の乙級リーグ参加申請期間を過ぎておりそのままでは2008年からの乙級リーグ参加は不可能であったため、乙級リーグに所属していた寧波中豹を吸収合併し、乙級リーグへの参加を可能にする。目標は8年以内の超級リーグ優勝とした。乙級リーグでは北区で優勝、昇格プレーオフでも広東日之泉を破って優勝、甲級リーグへの昇格を決める。2009年、ホームスタジアムを瀋陽オリンピック・スポーツセンター・スタジアムに移転する。
2012年、2月23日にフフホト市体育局と2年間の契約でホームタウンの内モンゴル自治区フフホト市への一時移転に合意し、クラブ名も瀋陽東進足球倶楽部呼和浩特東進隊（沈阳东进足球俱乐部呼和浩特东进队、略称：呼和浩特東進〈呼和浩特东进队〉。呼和浩特はフフホトの中国語名）と変更になる。2013年7月、瀋陽市に再移転、チーム名を和浩特東進隊から瀋陽東進隊に変更した。

## クラブ名の由来
現在スポンサーを務めている製薬会社の瀋陽東進集団がクラブ名の由来となっている。

## 獲得タイトル

### 国内タイトル
- 乙級リーグ : 1回
  - 2008

## 過去の成績
| シーズン | リーグ     | 順位 | 試 | 勝 | 分 | 敗 | 得 | 失  | 差  | 点 | カップ    |
| -------- | ---------- | ---- | -- | -- | -- | -- | -- | --- | --- | -- | --------- |
| 2008     | 乙級リーグ | 1位  | 17 | 11 | 5  | 1  | 25 | 8   | +17 | 16 | -         |
| 2009     | 甲級リーグ | 3位  | 24 | 12 | 8  | 4  | 39 | 21  | +18 | 44 | -         |
| 2010     | 甲級リーグ | 7位  | 24 | 6  | 12 | 6  | 23 | 23  | 0   | 30 | -         |
| 2011     | 甲級リーグ | 5位  | 26 | 9  | 10 | 7  | 32 | 25  | +7  | 37 | 1回戦敗退 |
| 2012     | 甲級リーグ | 16位 | 30 | 5  | 12 | 13 | 30 | 42  | −12 | 27 | 3回戦敗退 |
| 2013     | 乙級リーグ | 5位  | 14 | 4  | 4  | 6  | 14 | 12  | −7  | 16 | 2回戦敗退 |
| 2014     | 乙級リーグ | 5位  | 14 | 5  | 2  | 7  | 16 | 25  | −9  | 17 | 2回戦敗退 |
| 2015     | 乙級リーグ | 14位 | 0  | 0  | 14 | 3  | 67 | −64 | 0   | 8  | 1回戦敗退 |
| 2016     | 乙級リーグ | 20位 | 2  | 5  | 13 | 18 | 43 | -25 | 11  | 19 | 1回戦敗退 |
| 2017     | 乙級リーグ | 位   |    |    |    |    |    |     |     |    |           |

## 歴代監督
- 李愚衡 2016-

## 歴代所属選手
- 顧俊傑 2009-
- ミラン・マルティノヴィッチ 2011-
- 張晨 2011
- 成宗鉉 2011-